# 學校2017
《學校2017》（韓語：학교 2017），為韓國KBS 2TV於2017年7月17日起播出的月火連續劇，由《赤身的消防員》朴珍錫導演執導與《無理的前進》鄭燦美作家合作打造。此劇講述擁有很多秘密和想法的18歲高中生們燦爛成長的故事。此劇是KBS《學校》系列第7部作品。
香港由Viu播出，台灣則由愛奇藝台灣站、LINE TV每周二、三上午10點播出。

## 演員陣容

### 主演人物
| 演員   | 角色   | 粵語配音 | 介紹 |
| 金世正 | 羅恩好 | 楊婉潼   | 擁有符合年齡的開朗性格，是能為了朋友而奮不顧身，充滿健康能量的女孩。夢想是與初戀大學生男友一起成為校園情侶，而擁有畫網路漫畫技能的她，也希望能藉此考上知名大學；然而在學校內四處尋覓漫畫靈感的她，竟意外背負了不良學生的汙名，十八歲的人生就此開始無比疲憊，喜歡泰雲，和泰雲交往中。 |
| 金正賢 | 玄泰雲 | 陳啟熾   | 性格乖張，是個愛到處闖禍的高中生，因為在美國闖禍太多而被學校退學，轉學來到了新學校，僅半個月就憑藉修長的身材和帥氣的飛踢成為學校新霸主。因為玄爸爸是學校的理事長，正也是有這樣的家庭背景之下，不管是老師還是學生都不敢輕易得罪他，被稱為金都高中的『禁區』，過著十分自由的校園生活。在這樣的環境下，泰雲也在經歷著成長痛苦，是一個處在叛逆期的人物，喜歡恩好，與恩好交往中。                 |
| 張東潤 | 宋大輝 | 杜景煜   | 是個所有學生家長都羨慕的精英學生。學習、性格、外貌、領導力、幽默感和運動，每一方面都堪稱完美，甚至還是個主動保護弱者的正義好少年，不管是男同學還是女同學都視他為神一般的存在，他也以壓倒性的支持率成為全校學生會會長。深受老師和同學們喜愛的人物，也善於跟他人溝通，是一個很陽光開朗的男孩。而唯一想要隱瞞卻瞞不住的就是他只是普通家庭出身，沒有優越的家庭背景。與南珠交往，曾經分手後復合。 |

### 金都高中教職員
| 演員   | 角色   | 粵語配音 | 介紹 |
| 韓周完 | 沈強明 | 黃榮璋   | 性格謹慎膽小而脆弱，曾就讀於外國語高中，後畢業於名門大學，是一名模範生，因教師是一個可以保障退休後的生活的職業，便選擇此行職業，成為了2年1班的班主任。回顧自己令人感到煩悶的人生，與一群18歲的學生們一同經歷了遲來的「成長痛」，並開始注重管理問題學生，逐漸成為了一名真正的教師。喜歡秀智。(第12集學生成績單老師印章名為 沈強明 印) |
| 韓善伙 | 韓秀智 | 鄭家蕙   | 擁有清純的容貌，穿上製服有模有樣，是一名校警。與其看似柔弱的外貌不同，曾抓獲13名重案罪犯，實力驚人。另外，看著學生們不禁回想起自己的學生時代，更對曾一度厭煩的「老師」一職有了新的認識，並開始為之動搖，喜歡沈強明老師。 |
| 金應洙 | 梁道鎮 | 劉文光   | 金都高中校長，按照學習成績而區別對待學生，甘心聽從讓自己坐上校長之位的玄泰雲父母的任何吩咐，是一個極為勢利的人物。 |
| 李在勇 | 具英九 | 鄧燦陽   | 偏愛模範生、成績優秀的學生及家庭背景優良的學生的國文老師。 |
| 朴哲民 | 朴明德 |          | 擅長阿諛奉承的校監，在校長不在校內時狐假虎威，倘若自己是萬人之上的權力者，然而在修學旅行中卻比孩子們更為興奮，是一個不擅長審度時勢、隨機應變的人物。 |
| 趙美玲 | 張素蘭 | 王夢華   | 數學老師。對於學生的過錯總是視而不見，害怕自己也被連累。 |
| 閔成旭 | 鄭俊秀 |          | 體育老師。喜歡秀智。 |

### 二年一班學生
| 演員   | 角色   | 粵語配音 | 介紹 |
| 薛仁雅 | 洪南珠 |          | 金都高中的女神，知道自己擁有全國1%等級的美貌，對於如何運用這份優勢也有很清楚的認知。因對家境貧困感到自卑，所以說謊隱藏自己的家庭。因為男人的問題與羅恩好之間有所糾葛，首次體會到了嫉妒的感覺。曾與大輝分手，後來復合。 |
| 朴世阮 | 吳莎朗 |          | 恩好的至親，與有如漫畫中的少女般可愛的外貌不同的是愛好大叔搞笑及大骨醒酒湯的反轉取向，對剛轉學來的姜賢日一見鍾情。 |
| 徐志焄 | 尹慶宇 | 楊耀泰   | 每天背著吉他上學，熱愛音樂的自由靈魂，是位從獨立樂團的歌曲到70、80年代老歌廣泛涉獵的實力派，對於課業和朋友們都不太關心，不論在學校的什麼地方能唱歌就足夠了，喜歡吳莎朗。                                               |
| 路雲   | 姜賢日 | 張振熙   | 剛起步的新人偶像團體成員，為了填滿出席紀錄才上的學。正在為了與多方發展的其他團員相比沒有什麼存在感這件事苦惱中，與慶宇接觸後逐漸的理解了何謂用音樂進行溝通。                                                           |
| 河勝理 | 黃穎堅 | 黎皓宜   | 金都高中的大姊頭，曾在多所學校惹事休學一年後轉進了這所學校，卻在校警秀智的手上嚐到了被擊敗的屈辱感。曾經跟寶拉是好友，但因為寶拉說出她做的事情，而讓她感受到背叛，後跟寶拉和好。                                       |
| 金熙燦 | 金熙燦 |          | 因為有位身為知名檢察官的父親而總是深受學習成績的壓迫，接受昂貴課外輔導的讀書型學生。和寶拉交往過，膽小無能怕被媽媽發現，於是威脅大輝，要他幫忙處理掉寶拉。目中無人，自以為是。                                         |
| 崔成旻 | 韓德洙 |          | 想成功成為一位開著跑車的醫師，然而現實是數學成績僅21分，充滿才氣的18歲男高中生，異想天開的和平主義者。 |
| 洪慶   | 元秉久 |          | 玄泰雲的好友，掌握金都高中校內所有消息的情報通。 |
| 韓寶貝 | 徐寶拉 |          | 無存在感的象徵，常常被人欺負，心地善良。曾經跟熙燦交往過，但熙燦怕被媽媽發現而拋棄了她。她被光娜欺負，因說出穎堅的事情而斷交。也被穎堅欺負，後來跟穎堅和好，跟恩好變成朋友。                                           |
| 池赫拉 | 劉光娜 |          | 有錢人的女兒，經常因小事和同學吵架，出事就找媽媽到學校理論。 |
| 金智盛 |        |          | |

### 羅恩好周邊人物
| 演員   | 角色   | 粵語配音 | 介紹                                                               |
| 成智婁 | 羅順奉 |          | 恩好的父親。                                                       |
| 金姬貞 | 金思芬 |          | 恩好的母親，雖然不富有但卻也希望能給恩好更多的支持讓她上理想大學。 |
| 張世鉉 | 羅泰植 | 張振熙   | 恩好的哥哥，雖然說是為了就業而休學，實際上就只是個無業青年。       |

### 玄泰雲周邊人物
| 演員   | 角色   | 粵語配音 | 介紹                                                                 |
| 李鍾原 | 玄剛宇 | 楊耀泰   | 泰雲的父親，是一家大建築公司的老闆，亦是金都高中的理事長，家世顯赫。 |

### 特別演出
| 演員   | 角色     | 粵語配音 | 介紹                       | 登場集數 |
| 姜敏赫 | 鍾勤前輩 |          | 恩好的初戀，是一名大學生。 | 1        |

## 原聲帶
- Part.1（發行日期：2017年7月17日）

| 曲序 | 曲目                             | 演唱    | 时长 |
| ---- | -------------------------------- | ------- | ---- |
| 1.   | 相信這一瞬間（이 순간을 믿을게） | gu9udan | 3:16 |
| 2.   | 相信這一瞬間（Inst.）            |         | 3:16 |

- Part.2（發行日期：2017年7月24日）

| 曲序 | 曲目                            | 演唱  | 时长 |
| ---- | ------------------------------- | ----- | ---- |
| 1.   | 撲通撲通夏日（두근두근 여름날） | Yozoh | 3:20 |
| 2.   | 撲通撲通夏日（Inst.）           |       | 3:20 |

- Part.3（發行日期：2017年7月30日）

| 曲序 | 曲目                | 演唱  | 时长 |
| ---- | ------------------- | ----- | ---- |
| 1.   | Going Home          | TARIN | 3:24 |
| 2.   | Going Home（Inst.） |       | 3:24 |

- Part.4（發行日期：2017年8月7日）

| 曲序 | 曲目                     | 演唱                    | 时长 |
| ---- | ------------------------ | ----------------------- | ---- |
| 1.   | Stay In My Life          | 道英、泰容、泰一（NCT） | 3:15 |
| 2.   | Stay In My Life（Inst.） |                         | 3:15 |

- Part.5（發行日期：2017年8月8日）

| 曲序 | 曲目                        | 演唱   | 时长 |
| ---- | --------------------------- | ------ | ---- |
| 1.   | 想要觸及你（너에게 닿기를） | MAKTUB | 3:34 |
| 2.   | 想要觸及你（Inst.）         |        | 3:34 |

- Part.6（發行日期：2017年8月15日）

| 曲序 | 曲目                  | 演唱                       | 时长 |
| ---- | --------------------- | -------------------------- | ---- |
| 1.   | I Pray 4 You          | 尹普美、金南珠 (Apink BnN) | 3:50 |
| 2.   | I Pray 4 You（Inst.） |                            | 3:50 |

## 收視率
| 集數       | 播出日期   | 標題                   | TNmS 收視率      | TNmS 收視率    | AGB 收視率       | AGB 收視率     |
| 集數       | 播出日期   | 標題                   | 大韓民國（全國） | 首爾（首都圈） | 大韓民國（全國） | 首爾（首都圈） |
| ---------- | ---------- | ---------------------- | ---------------- | -------------- | ---------------- | -------------- |
| 1          | 2017/07/17 | 成績階級社會           | 6.5%             | 7.0%           | 5.9%             | 6.4%           |
| 2          | 2017/07/18 | 關於沒有問題的問題學生 | 4.8%             | 4.9%           | 4.2%             | 4.3%           |
| 3          | 2017/07/24 | 該懷疑的是，朋友       | 4.6%             | 5.3%           | 4.2%             | 4.9%           |
| 4          | 2017/07/25 | 在路上遇見             | 4.6%             | 5.0%           | 4.1%             | 4.5%           |
| 5          | 2017/07/31 | 生記簿沒有紀錄的事     | 4.2%             | 4.9%           | 4.2%             | 5.1%           |
| 6          | 2017/08/01 | 我們真正的生活紀錄     | 4.7%             | 5.1%           | 4.6%             | 4.9%           |
| 7          | 2017/08/07 | 大家都會說謊           | 4.6%             | 4.8%           | 4.4%             | 4.6%           |
| 8          | 2017/08/08 | 謊言，之後             | 5.0%             | 5.2%           | 4.7%             | 4.9%           |
| 9          | 2017/08/14 | 傳聞的份量             | 4.4%             | 5.3%           | 4.4%             | 5.4%           |
| 10         | 2017/08/15 | 忍受重壓的方法         | 4.7%             | 5.6%           | 4.4%             | 5.3%           |
| 11         | 2017/08/21 | 夢想，耀眼的不安       | 4.8%             | 4.9%           | 4.7%             | 4.8%           |
| 12         | 2017/08/22 | 希望騰飛，至少你       | 4.7%             | 5.3%           | 4.1%             | 4.7%           |
| 13         | 2017/08/28 | 兩個人的紋路           | 4.4%             | 4.6%           | 4.3%             | 4.5%           |
| 14         | 2017/08/29 | 面對不同紋路的方法     | 5.1%             | 5.7%           | 4.4%             | 5.0%           |
| 15         | 2017/09/04 | 保護你的辦法           | 4.9%             | 5.2%           | 4.1%             | 4.4%           |
| 16         | 2017/09/05 | 去見，真正的你         | 4.5%             | 5.1%           | 4.6%             | 5.3%           |
| 平均收视率 | 平均收视率 | 平均收视率             | 4.78%            | 5.24%          | 4.46%            | 4.94%          |

- 收視最低的集數以藍色表示，收視最高的集數以紅色表示，而空格則表示該集的收視沒有相關數據。

## 同時段競爭節目
- SBS：《我的野蠻女友》、《操作》
- MBC：《王在相愛》

## 提名及得獎列表
| 年度   | 頒獎典禮    | 獎項           | 入圍者           | 結果 |
| 2017年 | KBS演技大賞 | 男子新人獎     | 金正賢           | 提名 |
| 2017年 | KBS演技大賞 | 女子新人獎     | 金世正           | 獲獎 |
| 2017年 | KBS演技大賞 | 網絡男子人氣獎 | 金正賢           | 提名 |
| 2017年 | KBS演技大賞 | 網絡女子人氣獎 | 金世正           | 提名 |
| 2017年 | KBS演技大賞 | 最佳情侶獎     | 金正賢 ＆ 金世正 | 提名 |

## 記事
- 金裕貞接到演出邀請後便備受期待[8]，但經過考慮後最終決定辭演此劇[9]。
- 金正賢、韓善伙與金熙燦在《冰球》後二度合作。
- 張東潤與徐智勳在《所羅門的偽證》後二度合作。

## 关连项目
- 內衣少女時代 (2017年)
- Good Casting (2020年)

## 外部連結
- 官方网站
- 學校2017的Instagram帳戶
- 學校2017-BLOG（页面存档备份，存于）

| KBS2 月火劇                                | KBS2 月火劇                                    | KBS2 月火劇 |
| ------------------------------------------ | ---------------------------------------------- | ----------- |
|                                            | 學校2017 （2017年7月17日 - 9月5日）            |             |
| 三流之路 （2017年5月22日 - 2017年7月11日） | 內衣少女時代 （2017年9月11日 - 2017年10月3日） |             |

| KBS World 星期二、三 21:50 - 23:00（首爾時間，依地區加減時差） | KBS World 星期二、三 21:50 - 23:00（首爾時間，依地區加減時差） | KBS World 星期二、三 21:50 - 23:00（首爾時間，依地區加減時差） |
| -------------------------------------------------------------- | -------------------------------------------------------------- | -------------------------------------------------------------- |
|                                                                | 學校2017 （2017年7月18日 - 2017年9月6日）                      |                                                                |
| 我的打架之路 （2017年5月23日 - 2017年7月12日）                 | 內衣少女時代 （2017年9月12日 - 2017年10月4日）                 |                                                                |

| 香港 Now劇集台 星期一至五 22:00 - 23:15            | 香港 Now劇集台 星期一至五 22:00 - 23:15  | 香港 Now劇集台 星期一至五 22:00 - 23:15 |
| -------------------------------------------------- | ---------------------------------------- | --------------------------------------- |
|                                                    | 學校2017 （2018年1月12日－2018年2月2日） |                                         |
| 河伯的新娘 2017 （2017年12月21日 - 2018年1月11日） | 悄悄話 （2018年2月5日－2018年2月27日）   |                                         |